# Freidorf

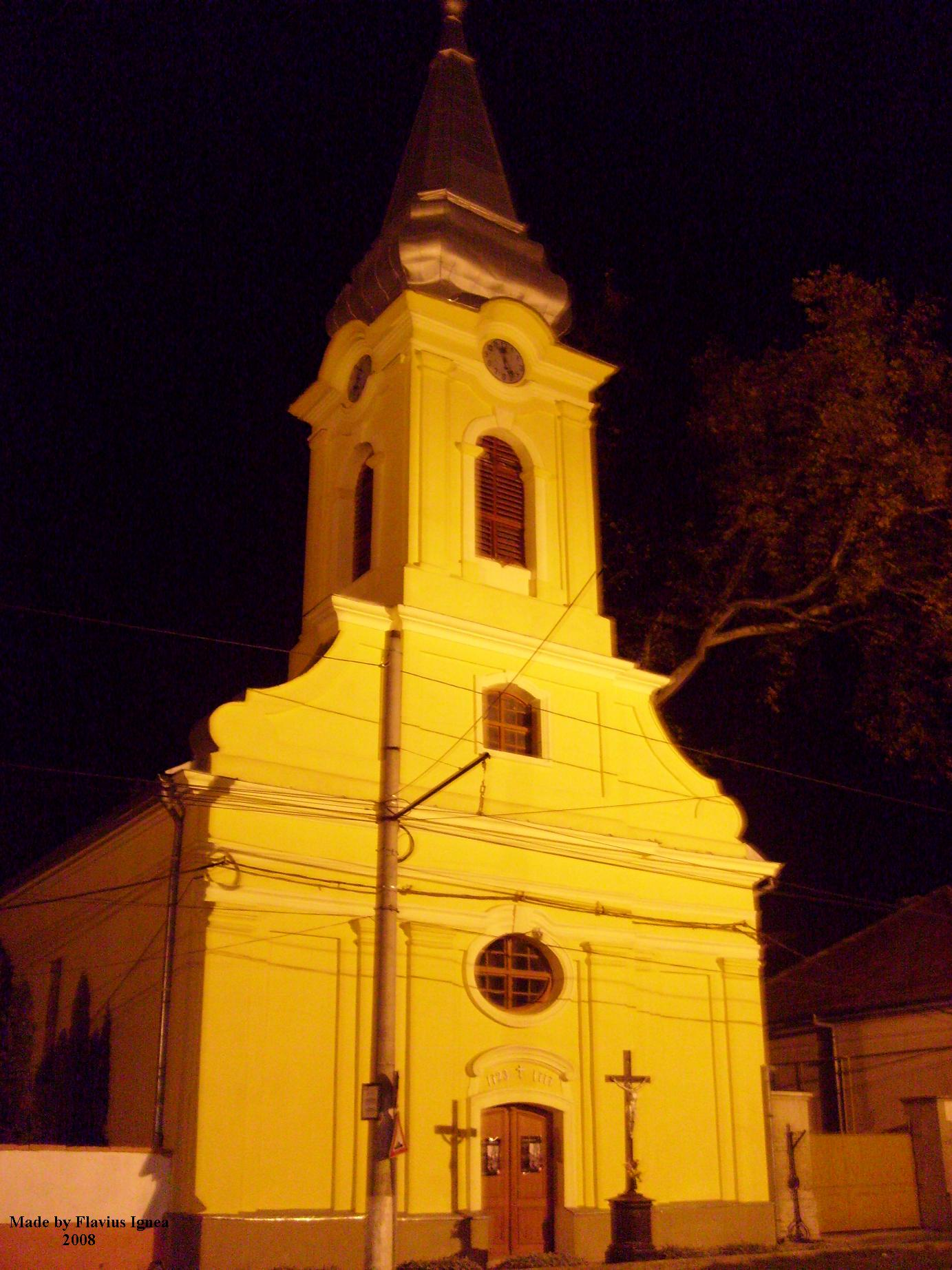
Het rooms-katholieke kerkje van Freidorf

Freidorf (Duits voor Vrij Dorp) is een buitenwijk van de Roemeense stad Timișoara. Freidorf heeft oude Duitse kerken en veel groen. In Freidorf is ook een industrieterrein. Verder is er een rooms-katholieke kerk, die sinds 1989 een Duitse priester heeft: Johann 'Hans' Dirschl.

## Geboren in Freidorf
- Johnny Weissmuller (1904-1984), (olympisch) zwemmer in de jaren 1920, speelde later de rol van Tarzan in de aan die held gewijde films (1932-1948).  (Voordat hij 1 jaar oud was emigreerde hij naar de Verenigde Staten.)